# Idarnes oscrocata
Idarnes oscrocata är en stekelart som beskrevs av Gordh 1975. Idarnes oscrocata ingår i släktet Idarnes och familjen fikonsteklar. Inga underarter finns listade i Catalogue of Life.